# ААБв
ААБв — кабель з алюмінієвими жилами, з фазною паперовою ізоляцією, з поясною паперовою ізоляцією, в алюмінієвій оболонці, з зовнішнім покриттям зі скляної або кабельної пряжі і покриттям, що запобігає злипанню кабелю.

## Призначення
Кабель силовий марки ААБв призначений для передачі і розподілу електричної енергії в стаціонарних установках в електричних мережах на напругу до 10 кВ частотою 50 Гц.

## Застосування
Кабель призначений для експлуатації в макрокліматичних районах з помірним і холодним кліматом. Кабель призначений для експлуатації в землі (траншеях) з середньою і високою корозійною активністю з наявністю блукаючих струмів, а також з високою корозійною активністю і відсутністю блукаючих струмів, якщо в процесі експлуатації кабель не піддавався навантаженням на розтяг.

## Елементи конструкції
1. Струмопровідна алюмінієва жила:
  1. однопроволочна (класс 1) переріз 25-240 мм2,
  2. багатоопроволочна (класс 2) переріз 70-240 мм2;
2. Фазна паперова ізоляція, яка просочена спеціальною в'язкою ізоляційною речовиною;
3. Маркування жил:
  1. цифрове: 1, 2, 3,
  2. кольорове: біла або жовта, синя або зелена, червона або малинова;
4. Заповнення складається з паперових джгутів;
5. Паперова поясна ізоляція, просочена спеціальною в'язкою ізоляційною речовиною;
6. Екран складається з електропровідного паперу для кабелів на напругу від 6 кВ і більше;
7. Алюмінієва оболонка;
8. Подушка із бітуму, плівки ПВХ і спеціального паперу;
9. Броня із сталевих стрічок;
10. Зовнішнє покриття складається із скляної або кабельної пряжі.